# パンダ・ダ・パ・ヤッ
「パンダ・ダ・パ・ヤッ」は、日本の楽曲。作詞：若谷和子、作曲：森田公一、編曲：佐々木勝彦、歌：加茂晴美。

## 概要
1983年10月・11月に、NHKの『みんなのうた』で紹介。人気動物「ジャイアントパンダ」（以降「パンダ」と表記）を主人公にし、パンダの見た夢を歌った楽曲で、1番は「宇宙探検」、2番は「海底探検」となっており、3番は「明日」を夢に見て、寂しい人に幸せになるように訴えている。なお50年以上に渡る『みんなのうた』の歴史で、パンダの楽曲が取り上げられたのは2022年現在唯一。歌はテレビアニメ『ときめきトゥナイト』『アタッカーYOU』などの主題歌を歌った加茂晴美で、加茂の『みんなのうた』出演も2022年現在唯一。
映像はアニメーションと実写を併用、アニメ部分は『みんなのうた』で常連の加藤晃が担当、そして実写はスペインのマドリードにある動物園で、母子パンダの様子を撮影した物を使用した。日本で撮影されなかった理由は、1983年当時の日本では、子パンダが産まれて育っていなかったからである。なお映像に出てきた母パンダは、翌1984年の秋に亡くなった。
1987年4月・5月に初めての再放送。